# Den nye Bro over Masnedsund
|  | Denne artikel er oprettet af botten Steenthbot ud fra en ekstern database. Den kan derfor have sproglige fejl eller mangler. Denne skabelon kan fjernes efter kontrol af indholdet. |

Den nye Bro over Masnedsund er en dansk dokumentarfilm fra 1937.

## Handling
Opførelsen af en 200 meter lang jernbane- og vejbro over Masnedsund, som skal erstatte den gamle fra 1888. Brofagene monteres på land ved Masnedø og bugseres på pontoner op til Masnedsund. Den 12. december 1935 blev den gamle Masnedsundbro påsejlet af en damper, hvorved det sydlige brofag styrtede i vandet. Det skal hæves og fjernes.